# Terminal de Autobuses de Querétaro
La Terminal de Autobuses de Querétaro es la principal terminal de autobuses de la ciudad.

## Historia
En agosto de 1991 a iniciativa de los directores de Grupo Flecha Amarilla y Grupo Estrella Blanca, se dan los primeros acercamientos con el gobierno estatal, para buscar un proyecto para la construcción de una nueva terminal de autobuses, ya que la anterior era insuficiente y conflictiva respecto al tránsito vehicular.
El 3 de julio de 1992 se firma el convenio entre los transportistas y el gobierno municipal y estatal, para dar inicio al proyecto y el 24 de julio de ese mismo año se coloca la primera piedra de la Nueva Terminal de Autobuses de Querétaro.

## Especificaciones de la Terminal
- Número de andenes: 139
- Espacios de aparcamiento de autobuses: 179
- Superficie total de la terminal: 152,353 m²
- Servicio de Estacionamiento: Estacionamiento Superficial
- Número de taquillas: 30
- Número de locales comerciales: 50
- Salas de espera: 8
- Empresas de Autotransporte: 30

## Destinos
| Líneas de Autobuses                                                   | Destinos |  |
| --------------------------------------------------------------------- | --- |  |
| Autotransportes México Toluca San Luis Mextepec Querétaro Flecha Roja | Acambay, Cadereyta, Ciudad de México Poniente (Observatorio), Desviación Aculco, Desviación Polotitlán, Ezequiel Montes, Atlacomulco, Ixtlahuaca, Pasteje, San Antonio Bokini, San Juan del Río, Sauz Alto, Tequisquiapan, Tepotzotlán, Toluca Central. |  |
| ETN Turistar Lujo                                                     | Acapulco, Aeropuerto Internacional Felipe Ángeles, Aguascalientes, Hotel Benidorm, Cd. Obregón, Celaya, Ciudad de México Norte, Ciudad de México Sur (Taxqueña), Chilpancingo, Colima, Cuernavaca, Culiacán, Durango, Guadalajara, Hermosillo, Irapuato, León, Los Mochis, Manzanillo, Matamoros, Mazatlán, Monterrey Central, Monterrey Churubusco, Morelia, Nuevo Laredo, Poza Rica, Puebla, Puerto Vallarta, Reynosa, Riviera Nayarit, Salamanca, San Juan del Río, San Luis Potosí, San Miguel de Allende, Tampico, Tepotzotlán, Toluca Central, Torreón, Uruapan, Zacatecas, Zapopan |  |
| Autovías Centro Occidente/La Línea                                    | Atlacomulco, Toluca Central, Toluca PRI |  |
| Primera Plus                                                          | Aguascalientes, Ahuacatlán de Guadalupe, Atlacomulco, Celaya, CDMX Aeropuerto Terminal 1, CDMX Aeropuerto Terminal 2, CDMX Coapa, CDMX Norte, CDMX Poniente, Colima, Guadalajara, Guanajuato, Irapuato, Ixtapa Zihuatanejo, Jalpan, La Peñita, La Piedad, León, Manzanillo, Mazatlán, Mezcales, Morelia, Moroleón, Nuevo Vallarta, Pinal de Amoles, Plaza las Américas, Puerto Vallarta, Salamanca, San José Iturbide, San Juan de los Lagos, San Juan del Río, San Luis Potosí, Santa Fe, Tepotzotlán, Toluca Central, Uruapan, Xilitla, Zamora, Zapopan, Zihuatanejo |  |
| Autotransportes Herradura de Plata Pegasso                            | Acambay, Amealco, Atlacomulco, Cd. Azteca, CDMX Norte, CDMX Poniente, Dolores Hidalgo, San Felipe, San Juan del Río, San Miguel de Allende, Temascalcingo, Toluca Central. |  |
| Autobuses Futura                                                      | Acapulco Central Lujo, Aguascalientes, Bucerias, CDMX Norte, CDMX Sur, Ciudad Victoria, Celaya, Chilpancingo, Cuernavaca Estrella Blanca, Fresnillo, Guadalajara, Guanajuato, Huauchinango, Irapuato, Iguala, La Peñita de Jaltemba, Las Varas, Lázaro Cárdenas, León, Matamoros, Matehuala, Monterrey, Morelia, Moroleón, Nuevo Laredo, Pachuca, Peñitas, Poza Rica, Puerto Vallarta, Puebla CAPU, Reynosa, Río Bravo, Salamanca, Saltillo, Salvatierra, Saucillo, San Fernando, San Juan de los Lagos, San Luis Potosí, Tepotzotlán, Toluca Central, Tulancingo, Uruapan, Valle Hermoso, Xicotepec de Juárez, Zacatecas, Zamora, Zihuatanejo. |  |
| Transportes Chihuahuenses                                             | Acapulco Central Lujo, Aguascalientes, Agua Prieta, Cananea, Cd. Camargo, Cd. Delicias, CDMX Norte, Cd. Guzmán, Cd. Jiménez, Cd. Juárez, Celaya, Chihuahua, Chilpancingo, Colima, Cuernavaca, Durango, Fresnillo, Gómez Palacio, Guadalajara, Imuris, Irapuato, Janos, Juan Aldama, León, Mazatlán, Morelia, Naco, Nogales, Nombre de Dios, Nuevo Casas Grandes, Pachuca, Pistolas Meneses, Puebla CAPU, Ricardo Flores Magón, Río Grande, Saín Alto, Salamanca, Salinas, San Juan de los Lagos, San Luis de La Paz, San Luis Potosí, Sombrerete, Tecomán, Tepic, Tepotzotlán, Toluca Central, Torreón, Vicente Guerrero, Villa Ahumada, Zacatecas. |  |
| Autobuses Interestatales de México ELITE                              | Altar, Caborca, Celaya, CDMX Norte, Cd. Obregón, Chilpancingo, Guadalajara, Hermosillo, Irapuato, Iguala, León, Los Mochis, Mazatlán, Mexicali, Navojoa, San Luis Río Colorado, Santa Ana, Sonoyta, Tepic, Tijuana. |  |
| Autobuses Anáhuac                                                     | Allende, CDMX Norte, Matehuala, Nava, Nueva Rosita, Saltillo, San Luis de La Paz, San Luis Potosí, Tepotzotlán, Villagrán. |  |
| Autobuses Estrella Blanca                                             | Abasolo, Acámbaro, Agua Blanca, Aguascalientes, Celaya, CDMX Norte, Ciudad Victoria, Encarnación de Díaz, Fresnillo, Gómez Palacio, Guadalajara, Guanajuato, Huauchinango, Irapuato, La Peñita de Jaltemba, Lázaro Cárdenas, León, Matamoros, Matehuala, Moroleón, Pachuca, Peñitas, Poza Rica, Río Grande, Salamanca, Salvatierra, San Juan del Río, San Luis de La Paz, San Luis Potosí, Saucillo, Tulancingo, Uruapan, Valle Hermoso, Xicotepec de Juárez, Zacatecas, Zamora. |  |
| Transportes del Pacífico                                              | Caborca, Celaya, CDMX Norte, CDMX Sur, Cd. Obregón, Cuernavaca, Guadalajara, Hermosillo, Irapuato, La Peñita de Jaltemba, León, Los Mochis, Mazatlán, Mexicali, Navojoa, Nogales, Puerto Vallarta, Santa Ana, Sonoyta, Tepic, Tepotzotlán. |  |
| Transportes Norte de Sonora                                           | Agua Prieta, Caborca, Cananea, CDMX Norte, Cd. Delicias, Cd. Obregón, Celaya, Chihuahua, Fresnillo, Gómez Palacio, Guadalajara, Hermosillo, Imuris, Irapuato, León, Los Mochis, Mazatlán, Mexicali, Moroleón, Naco, Navojoa, Nuevo Casas Grandes, Salamanca, Santa Ana, Sonoyta, Tepic. |  |
| Transportes Frontera                                                  | Allende, CDMX Norte, Cd. Victoria, Monterrey, Nueva Rosita, Reynosa, Sabinas, San Luis Potosí. |  |
| Omnibus de Oriente                                                    | Celaya, Cd. Victoria, Irapuato, La Piedad, Salamanca, San Luis Potosí. |  |
| Ómnibus de México/Plus                                                | Acámbaro, Actopan, Aguascalientes, Agua Prieta, Atlacomulco, Camargo, Cananea, Casas Grandes, Cd. Altamirano, CDMX Norte, Cd. Hidalgo, Cd. Juárez, Cd. Valles, Cd. Victoria, Celaya, Chihuahua, Sucursal Contraflujo del Norte, Cutzamala, Delicias, Durango, Ébano, Fresnillo, Gómez Palacio, Guadalajara, Agencia Hamburgo, Huauchinango, Imuris, Irapuato, Ixmiquilpan, Ixtapa, Janos, Jiménez, Juan Aldama, La Piedad, Lázaro Cárdenas, León, Maravatio, Matamoros, Morelia, Moroleón, Monterrey, Nombre de Dios, Nuevo Laredo, Nogales, Pachuca, Parador Jiménez, Pistolas Meneses, Poza Rica, Reynosa, Ricardo Flores Magon, Río Grande, Saín Alto, Salamanca, Salinas, Saltillo, Salvatierra, Surcusal Indio, San Luis de la Paz, San Luis Potosí, Sombrerete, Tampico, Tamuín, Tejupilco, Tepic, Tepotzotlán, Toluca Central, Torreón, Tuxpan (Michoacán), Tuxpan (Veracruz), Tuxpan Nueva Central (Veracruz), Uruapan, Agencia El Vaquero, Vicente Guerrero, Zacatecas, Zitácuaro, Zihuatanejo |  |
| Transportes del Norte                                                 | Agencia El Indio, Allende, CDMX Norte, Cd. Acuña, Cd. Victoria, Cuautitlán Izcalli, Huizache, Matamoros, Matehuala, Monclova, Monterrey, Nava, Nueva Rosita, Nuevo Laredo, Piedras Negras, Reynosa, Sabinas, Saltillo, San Luis Potosí, y destinos a Estados Unidos. |  |
| Transportes Ave Senda Ejecutiva                                       | CDMX Norte, Cuautitlán Izcalli, Reynosa |  |
| Turimex Internacional                                                 | Austin, Baton Rouge, Chicago, CDMX Norte, Cuautitlán Izcalli, Dallas, Garland, Houston, Lardeo, Little Rock, Matehuala, Memphis, Raleigh, San Antonio, San Luis Potosí, Waco |  |
| Transportes Queretanos Flecha Azul                                    | Bernal, Cadereyta, Colón, Ezequiel Montes, Huimilpan, Peñamiller, San Juan del Río, Tequisquiapan, Tolimán, Zimapán |  |
| Transportes Amealcenses                                               | Amealco, Galindo, Huimilpan, Pedro Escobedo, San Juan del Río |  |

## Transporte Público de pasajeros
- Colectivos
- Servicio de Taxi